# Philip Atta Basoah
Philip Atta Basoah est un homme politique ghanéen et membre du Septième Parlement de la Quatrième République du Ghana représentant la circonscription de Kumawu dans la région d'Ashanti  sur la liste du Nouveau Parti Patriotique,,.

## Début de la vie
Philip est né le 18 novembre 1969 et est mort le 27 mars 2023. Il est originaire de Kumawu dans la région d'Ashanti au Ghana.

## Éducation
Il a obtenu une maîtrise à l'école supérieure de gestion de Paris en 2012 et a également  un baccalauréat des arts   à l'Université de Cape Coast, au Ghana en 2000. Il a également obtenu son niveau GCE A en 1994 et son niveau GCE O en 1991 et son MLSC en 1986.

## Carrière
Il a été coordinateur de projets pour Ghana Education Service dans la région d'Ashanti. Il a également été directeur général du district au ministère des Collectivités locales du district de Sekyere Est de juin 2005 à janvier 2009. Il a été tuteur au lycée d'Agogo,.

## Carrière politique
Il était membre du NPP et député e la circonscription de Kumawu dans la région d'Ashanti. Lors des élections générales de 2016 au Ghana, il a remporté le siège parlementaire avec 21 794 voix, soit 78,2% du total des suffrages exprimés, tandis que l'aspirant parlementaire du NDC, Emmanuel William Amoako, a obtenu 5 899 voix, soit 21,2% du total des suffrages exprimés, tandis que l' aspirant au parlement du RPC , Opoku Kyei Clifford. a obtenu 188 voix, soit 0,7% du total des suffrages exprimés. Aux élections générales de 2020 au Ghana, il a remporté le siège parlementaire avec 14960 voix, soit 51,1 % du total des suffrages exprimés tandis que le NDC l'aspirant parlementaire Bernard Opoku Marfo a obtenu 2439 voix, soit 8,3% du total des suffrages exprimés, tandis que l'aspirant au parlement indépendant Duah Kwaku a obtenu 11698 voix, soit 40% du total des suffrages exprimés, et l'aspirant au parlement GUM Nana Amoako, 174 voix, soit 0,6% du total suffrages exprimés.

## Comités
Il a été président du comité de l'emploi, de la protection sociale et des entreprises d'État et également membre du comité des terres et des forêts et également membre du comité de sélection.

## Philanthropie
En avril 2021, il a présenté du matériel de formation aux artisans de la circonscription de Kumawu pour aider les jeunes à acquérir des compétences employables.

## Vie personnelle
Il était chrétien.

## Mort
Basoah est décédé le 27 mars 2023, à l'âge de 54 ans,.

## References
1. ↑  (en-US) « Kumawu Bodomasi NPP Youth vow to vote ‘skirt and blouse’ in December – MyJoyOnline.com », sur www.myjoyonline.com, 4 juillet 2020 (consulté le 14 août 2022)
2. 1 2 3 4 5  « Parliament of Ghana », sur www.parliament.gh (consulté le 14 août 2022)
3. ↑  (en-US) « Philip Basoah confident of beating Ahomka Lindsay to retain Kumawu seat in NPP primaries – MyJoyOnline.com », sur www.myjoyonline.com, 15 février 2020 (consulté le 14 août 2022)
4. ↑  (en-US) « MP petitions police over Kumawu commander’s "unruly conduct" - Asaase Radio », 22 octobre 2021 (consulté le 14 août 2022)
5. 1 2  (en-US) « Kumawu MP, Philip Basoah dies aged 54 », sur Citinewsroom - Comprehensive News in Ghana, 28 mars 2023 (consulté le 28 mars 2023)
6. 1 2 3  (en-US) « Basoah, Philip », sur Ghana MPS (consulté le 14 août 2022)
7. ↑  Peace FM, « 2016 Election – Kumawu Constituency Results », sur Ghana Elections – Peace FM (consulté le 14 août 2022)
8. ↑  Peace FM, « 2020 Election – Kumawu Constituency Results », sur Comingsoonnews – Peace FM (consulté le 30 mars 2023)
9. ↑  (en-US) « Government is expanding TVET education to increase enrollment – Kumawu MP – MyJoyOnline.com », sur www.myjoyonline.com, 20 avril 2021 (consulté le 14 août 2022)
10. ↑  (en-US) « Majority MPs wear black as Parliament mourns late Philip Basoah - MyJoyOnline.com », sur www.myjoyonline.com, 28 mars 2023 (consulté le 28 mars 2023)